# Cryptoblepharus megastictus
Cryptoblepharus megastictus är en ödleart som beskrevs av  Storr 1976. Cryptoblepharus megastictus ingår i släktet Cryptoblepharus och familjen skinkar. Inga underarter finns listade i Catalogue of Life.